# Спринг Крик (Невада)
Спринг Крик (енгл. Spring Creek) насељено је место без административног статуса у америчкој савезној држави Невада.

## Демографија
По попису из 2010. године број становника је 12.361, што је 1.813 (17,2%) становника више него 2000. године.
| Група             | 2000.         | 2010.          |
| Белци             | 9.477 (89,8%) | 10.862 (87,9%) |
| Афроамериканци    | 22 (0,2%)     | 43 (0,3%)      |
| Азијати           | 34 (0,3%)     | 76 (0,6%)      |
| Хиспаноамериканци | 690 (6,5%)    | 965 (7,8%)     |
| Укупно            | 10.548        | 12.361         |